# Henry George
Henry George (2. září 1839, Philadelphia – 29. říjen 1897, New York) byl americký politický ekonom, politik a novinář. V ekonomii vyšel z ricardiánských pozic, proslul svým názorem, že jediná spravedlivá daň je daň z hodnoty pozemku, a že by měla být ideálně daní jedinou. George vyšel z toho, že půda v hlubším smyslu patří všem, a společenství má tedy právo užití této země zdanit; proti tomu zdaňování kreativity považoval George za nespravedlivé a neefektivní. Tyto názory později ovlivnily některé směry evropských zelených (zejm. v Británii). Ekonomický směr vycházející z jeho myšlenek se nazývá georgismus a bazíruje na tom, aby bylo zdaňováno neproduktivní vlastnictví, nikoli kreativita a produkce.
Georgeova nejvýznamnější práce Progress and Poverty z roku 1879 (rychle se jí prodalo přes 3 miliony výtisků) pojednává o paradoxu narůstající nerovnosti a chudoby, které navazují na ekonomický a technický pokrok. Rozebírá též hospodářský cyklus, který svou přirozenou cyklickou podobou, která se projevuje v industrializovaných ekonomikách. A také danění – daně z hodnoty pozemku a další protimonopolní reformy jako opatření proti sociálním problémům. Další Georgeovy práce obhajují volný obchod, tajné hlasování a státní vlastnictví přirozených monopolů.
Jako politik George začínal jako republikán, ale nakonec přešel k Demokratické straně. Měl rovněž blízko ke krátce existující United Labor Party. Byl znám svým bojem proti železniční a těžařské lobby a odporem ke spekulacím s pozemky. Roku 1886 kandidoval na starostu New Yorku, skončil druhý. Poté založil a vedl týdeník Standard.
Popularita, kterou Henry George nabyl během let, za nichž se živil jako novinář, mu pomohla při kampani na post starosty města New York. George zemřel během své druhé kampaně na post starosty. Jeho ideje jsou dodnes šířeny organizacemi a politickými lídry ve Spojených státech a dalších anglofonních zemích. Významný novinář a ekonom práce 20. století George Soule prohlásil, že Henry George byl „nejznámějším americkým ekonomickým spisovatelem“ a „autorem knihy, která pravděpodobně měla větší celosvětový ohlas než kterákoliv jiná publikace zaměřená na ekonomii.“

## Osobní život
George se narodil ve Filadelfii do rodiny z nižší střední třídy. Byl druhým z deseti dětí Richarda S. H. George a Catharine Pratt George (née Vallance). Jeho otec byl publicistou náboženských textů a oddaným členem episkopální církve. Otec mladého Henryho poslal studovat do episkopální akademie ve Filadelfii, kterou ale pro nesouznění s vírou nedokončil. Namísto toho přesvědčil svého otce, aby mu najal tutora. Také často četl a navštěvoval lekce ve Franklinově institutu. Formálního vzdělávání zanechal ve 14 letech a v 15 letech již začal pracovat na lodi Hindoo, směřující k Melbournu a Kalkatě. Lodí se v roce 1858 dopravil na americký západ. Zvažoval, že se bude věnovat hledání zlata, namísto toho začal pracovat jako sazeč liter v tiskárně.
V Kalifornii se George zamiloval do Annie Corsina Fox ze Sydney, Austrálie. Poznali se v den jejích 17. narozenin 12. září 1860. Annie byla sirotkem a žila se svým zaopatřeným strýcem, ten byl vehementně proti mladické lásce své neteře s chudým Georgem. Mladý pár se ale vzedmul odporu nepřejícího strýce a Henry se s Annie 3. prosince 1861 vzali.
Do jejich šťastného, leč na hranici chudoby se potácejícího, manželství se narodily celkem čtyři děti. 3. prosince 1862 Annie porodila budoucího poslance Sněmovny reprezentantů za stát New York Henryho George Jr. (1862–1916). Druhým synem byl budoucí sochař Richard F. George (1865–28. září 1912). První dcera byla Jennie George (cca 1867–1897), později Jennie George Atkinson. Georgova druhá dcera, Anna Angela George (1878–1947) se stala matkou budoucí tanečnice a choreografky Agnes de Mille a budoucí herečky Peggy George, rozené Margaret George de Mille.
Henry George byl vychován v episkopální víře, ale věřil v náboženský humanismus. Jeho žena Annie byla irskou katoličkou. Jejich syn Henry George Jr. později napsal, že jeho sourozenci byli během výchovy primárně ovlivněni Georgeovým deismem a humanismem.

### Kariéra a novinařina
Poté, co zavrhl kariéru zlatokopa v Britské Kolumbii, byl George zaměstnán jako tiskař, tou dobou nově založených, San Francisco Times. To mu dalo možnost předložit redakci Timesů vlastní úvodníky, které byly následně i poslány k otisknutí. Mezi populární patří What the Railroads Will Bring Us, který byl v kalifornských školách veden jako povinná četba po mnoho dekád. George šplhal příčkami Timesů, v roce 1867 se stal hlavním redaktorem. Mimo Times pracoval i v dalších novinách, chvíli vedl redakci demokratické, antimonopolní publikace Report. V letech 1871–1875 byl redaktorem svých vlastních novin San Francisco Daily Evening Post. Udržet v chodu vlastní plátek bylo ale finančně náročné, což ho vedlo k tomu, aby chodil do ulic prosit o peníze. Rodina Georgeových strádala, ale Henryho vzkvétající reputace a angažmá v novinovém průmyslu vyvedly rodinu z chudoby.

### Politická a ekonomická filosofie
George začínal jako Lincolnův republikán, později se stal demokratem. Byl silným kritikem zájmů železničních a těžařských společností, zkorumpovaných politiků, spekulantů s pozemky a verbovači pracovních sil. Tento názor poprvé sdělil prostřednictvím článku z roku 1868 pod názvem „What the Railroad Will Bring US“. George v něm tvrdil, že rozmach železnice přinesl benefit pouze několika šťastlivcům, kteří měli svůj podíl v železnicích a na ně navazujících firmách, kdežto zbytek populace je vrhán do bídy. Díky tomu upadl v nelibost u Central Pacific Railroad, jejíž vedení mělo následně podíl na Georgově nezvolení do dolní komory státu Kalifornie.

Jednoho dne v roce 1871 jel George na koni a zastavil se na vyhlídce na Sanfranciský záliv. Což ho dovedlo k zamyšlení:
„Zeptal jsem se procházejícího pastevce, jelikož mě nenapadlo nic lepšího, kolik tu vlastně stojí pozemky. Ukázal na nějaké pasoucí se krávy, které byly tak daleko, že vypadaly jako myšky, a řekl: „Nevím to přesně, ale támhleten muž prodává část půdy – tisíc dolarů za akr.“ A bleskově mi na mysli přišla spojitost mezi růstem chudoby a růstem bohatství. S navyšováním populace nabývá půda na hodnotě a muži, kteří ji obhospodařují, musí platit vyšší rentu za tuto výsadu.“
Při návštěvě města New York byl překvapen paradoxem, který tam viděl. Chudina v dlouhou dobu vzkvétajícím městě je na tom hůře než chudina v méně rozvinuté Kalifornii. Na těchto pozorováních založil svou další knihu Progress and Poverty (1879), která se stala velkým úspěchem a prodala se ve více než třech milionech výtisků. V ní George pronesl myšlenku, že nemalá část bohatství získaného společenským a technologickým pokrokem je pod kompletní kontrolou majitelů pozemků a monopolistů skrze rentu. George shledal jako velkou křivdu, že soukromý sektor profituje z toho, že zamezuje přístup k přírodním zdrojům a na produktivní práci uvaluje těžké daně. Shledával to ekvivalentem otroctví. Jeho koncept se v jistém smyslu shodoval s teorií námezdního otroctví. V této práci též zakomponoval daň z hodnoty pozemku, z níž by vláda danila pouze původní hodnotu půdy. Čímž zabrání soukromým zájmům profitovat jen z pouhého vlastnictví (myšleno té půdy), ale dovolí, aby hodnota všech vylepšení krajiny zůstala investorům.
George byl v pozici, aby objevil tento vzorec, jelikož i on sám zažil chudobu. Poznal mnoho odlišných lidských společností a žil v Kalifornii během jejího rychlého vzestupu. A právě tam si povšiml, že společně s konstrukcí železnice roste hodnota pozemků, a hodnota renty roste stejně rychle, možná i rychleji než zvyšující se platy.

## Politická kariéra
V roce 1880, tou dobou již renomovaný spisovatel a hlasatel, Goerge se přestěhoval do města New York, kde úzce spolupracoval s irskou nacionalistickou komunitou, přestože jeho předci pocházeli z Anglie. Odtamtud cestoval na místa, jako je Irsko a Skotsko, tam přednášel své ideje, protože i tam byl přístup k pozemkům stále významné politické téma.
V roce 1886 George kandidoval na starostu města New York za United Labor Party (krátce etablovaná politická skupina za Central Labor Union). Dosáhl druhého místa, získal více hlasů než republikánský kandidát Theodor Roosevelt. Volbu vyhrál Abraham Stevens Hewitt, kandidát za Tammany Hall. Jeho vítězství považovala většina Georgových podporovatelů za podvod. Během newyorských státních voleb v roce 1887 George s obtížemi získal třetí místo ve volbě na post Secretary of State of New York. United Labor Party byla posléze oslabena vnitřními rozpory, část vedení byla Georgistická, kdežto Marxistická část nechtěla rozlišovat mezi půdou a kapitálem. Katolická část začala pozbývat zájmu poté, co z řad ULP byl vyloučen páter Edward McGlynn. A mnozí byli též proti Georgově politice volného obchodu.
George měl silné rozpory s Terrencem V. Powderlym, presidentem dělnické federace Kights of Labor, klíčovým členem United Labor Coalition. V prvopočátku s Powderlym vycházel, později George začal kategoricky odmítat návrhy na celní poplatky, které Powderly společně s dalšími z dělnického hnutí předkládali, jelikož se mu nezdáli zdravé po ochranu amerických dělníků. Georgova ostrá kritika cla ho postavila proti Powderlymu a dalším z hnutí. V roce 1898 George znovu kandidoval na starostu New Yorku, ale během kampaně prodělal infarkt.
Během Georgova života se komunity v Delawaru a Alabamě vyvíjeli podle jeho jednotné daně z půdy a tento odkaz přetrval. Jednotná daň byla aplikována i na dalších územích po celém světě, například v Austrálii, Novém Zélandu a na Tchaj-wanu.

## Úmrtí a pohřeb
George prodělal svůj první infarkt v roce 1890 po světovém turné přednášek zaměřených na pozemková práva a vztah mezi rentou a chudobou. Infarkt ho velmi oslabil, nikdy se již plně nezotavil. I přes to se snažil být stále angažovaný v politice. Proti doporučením lékařů znovu kandidoval na starostu města New York v roce 1897, tentokrát za nezávislé demokraty. Na obavy lékařů odpověděl frází: „I will make the race if I die for it.“ Stres z kampaně mu přivodil druhý infarkt, kterému podlehl čtyři dny před volbami.
Zhruba 100 000 lidí navštívilo Grand Central Palace, aby mohli naposledy pohlédnout Georgovi do tváře. Zhruba stejný počet lidí, jenž se do budovy nevešel, utvořil pod policejním dohledem dav před budovou. Poté, co se brána Palacu uzavřela, reverend Lyman Abbott, páter Edward MyGlynn, rabín Gustav Gottheil, R. Heber Newton za episkopální církev a John Sherwin Crosby pronesli řeč. Pietní akty se konaly napříč celými spojenými státy. V Chicagu pět tisíc lidí čekalo na pietní řeč bývalého guvernéra Illinois, Johna Petera Altgelda a Johna Lancestra Spaldinga. Starosta Strong se při shromáždění rozplakal a označil Georga za mučedníka.
The New York Times toho večera informovala, že smuteční průvod zhruba dvou tisíc lidí procházel z Grand central palace napříč Manhattanem k Brooklynskému mostu. Průvod byl komentován slovy: "all the way ... thronged on either side by crowds of silent watchers."
Průvod došel až k brooklynské radnici, tam byl nejpočetnější. Tisíce přihlížejících utvořilo tak hustý dav, že nebylo vidět na samotný smuteční průvod. Bylo nemožné projít ani po přilehlých ulicích. The Times napsali "Rarely has such an enormous crowd turned out in Brooklyn on any occasion, … [t]he slow tolling of the City Hall bell and the regular beating of drums were the only sounds that broke the stillness. ... Anything more impressive ... could not be imagined."
Na Court Street byla rakev naložena do pohřebního vozu a převezena na soukromý obřad ve Fort Hamilton.
Komentátoři nemohli dosáhnout shody, zda se jednalo o největší pohřeb v historii New Yorku od pohřbu Abrahama Lincolna. The New York Times psalo, že ani Lincoln neměl tak uctěnou smrt. Konzervativnější New York Sun psalo, že "Since the Civil War, few announcements have been more startling than that of the sudden death of Henry George." Vlajky byly vyvěšeny na půl žerdi, i Tammany Hall odřekla pro den svou kampaň.

## Georgovy názory

### Socializace půdy a renta z přírodních zdrojů
Henry George byl dobře známý pro své argumenty, že ekonomická renta z půdy by měla být přerozdělena vně společnosti. Nejjasněji tento proces popsal ve své knize Progress and Poverty: "We must make land common property” „Musíme udělat z půdy veřejný majetek”. Zdaněním hodnoty půdy by společnost mohla znovu získat hodnotu z “veřejného dědictví” půdy, navyšovat platy, udržovat stav pozemků a eliminovat nutnost danění produktivních aktivit. George věřil, že by tato daň odstranila zakořeněné spekulace s majetkem a podněcovala by k rozvoji, ježto by majitelé pozemků netrpěli daňovými znevýhodněními, ať už by na svém pozemku měli cokoliv, a tak by nenechávali své pozemky ležet ladem a napomohli by k rozvoji společnosti.

Tento princip je celosvětově známý jako Georgismus. Za Georgova života byl znám jako single-tax movement (hnutí jednotné daně), občas asociováno s hnutími pro znárodnění půdy, a to především v Irsku. Přestože v Progress and Poverty ideu znárodnění nepodporoval.
„I do not propose either to purchase or to confiscate private property in land. The first would be unjust; the second, needless. Let the individuals who now hold it still retain, if they want to, possession of what they are pleased to call their land. Let them continue to call it their land. Let them buy and sell and bequeath and devise it. We may safely leave them the shell, if we take the kernel. It is not necessary to confiscate land; it is only necessary to confiscate rent.“

### Municipalizace služeb a veřejná doprava zdarma
George shledával podniky závislé na výlučných právech na cestu přes pozemek (right-of-way land privileges) jako přirozený monopol. Jako příklady služeb uváděl přepravu vody, elektřiny, kanalizace, telekomunikace, zboží a cestujících. Obhajoval, že nejen veřejné cesty, ale i veřejné služby by měly být poskytovány zdarma, nebo alespoň za marginální částku. V některých případech by měla být dovolena soutěž mezi soukromí a veřejným poskytovatelem, jako například u dovážkových služeb, které jezdí přes veřejné silnice. Kde by ale soutěž nebyla možná, George podporoval municipalizaci. Říkal, že tyto služby by měly být zajištěny zdarma, jelikož samotná investice do veřejných služeb navyšuje hodnotu pozemků více, než celková cena investic do infrastruktury. Jako příklad udával výškové budovy, v nichž je zdarma poskytována doprava mezi patry, jelikož se výtahy zaplatí z přidané hodnoty, kterou rezidentům poskytují.

### Reforma duševního vlastnictví
George byl proti privilegiím duševního vlastnictví, protože to jeho definici půdy zahrnovalo veškeré přírodní zdroje a příležitosti. Požadoval jejich zrušení, či výrazné omezení. Podle George vlastnictví monopolu nad tvorbou umožňovalo vlastníkům vykořisťovat producenty stejně tak, jako vykořisťují vlastníci půdy nájemníky. Později ale George podporoval limitovaný copyright, což odůvodňoval tím, že dočasné vlastnictví nad unikátním uskupením slov nebo barev nikterak ostatním nebránilo ve vlastní umělecké tvorbě. George očividně označoval patenty jako méně zásadní formu monopolu než listiny o vlastnictví půdy, protože viděl vlastníky půdy jako zloděje, kteří vezmou vše, co zbylo. Ježto si sice lidé mohou vybrat, že nekoupí jistý statek, ale nemohou pozbývat místo, na kterém statek stojí. Tudíž by benefity, získané prací za přítomnosti méně reforem, by výhledově byly zachyceny majiteli a finančníky půdního monopolu.

### Volný obchod
George byl proti clům, která tou dobou byla hlavní metodou protekcionistické obchodní politiky a důležitým zdrojem federálních příjmů; federální daň tou dobou ještě neexistovala. Argumentoval, že clo udržovalo vysoké ceny pro spotřebitele a nedokázalo nikterak navýšit mzdy. Též věřil, že cla chránila monopolistické společnosti před konkurencí a posilovala jejich sílu. Volný obchod se stal hlavním problémem federální politiky a jeho kniha Protection or Free Trade byla první knihou, která byla kompletně přepsána do zápisu z jednání Kongresu. Během jednání byla předčítána pěti demokratickými kongresmany.
Spencer MacCallum v roce 1997 napsal, že Henry George byl nepopiratelně „nejlepší spisovatel a přednášející na téma volného obchodu, který se kdy narodil.“
Tyler Cowen v roce 2009 napsal, že Georgova kniga z roku 1886 Protection or Free Trade „zůstává nejspíše do současnosti tím nejlépe odůvodněným traktátem na volný obchod“ 
Jim Powell o Protection or Free Trade prohlásil, že to je pravděpodobně nejlepší kniha napsaná Američanem i v porovnání s Bohatstvím národů od Adama Smitha. Milton Friedman o ní řekl, že je nejlepší rétorickou publikací na obchod, která kdy byla napsána.
Friedman také parafrázoval Georgův argument o volném obchodě: "It's a very interesting thing that in times of war, we blockade our enemies in order to prevent them from getting goods from us. In time of peace we do to ourselves by tariffs what we do to our enemy in time of war." 

### Tajné hlasování
George byl jedním z prvních a nejvýznamnějších zastánců přijetí tajného hlasování ve Spojených státech. Harvardská historička Jill Leporeová tvrdí, že Američané dnes hlasují tajně právě zásluhou Henryho George. Georgeův první článek na podporu tajného hlasování měl název „Uplácení ve volbách“ a byl zveřejněn v Overland Review v prosinci 1871. Jeho druhý článek „Peníze ve volbách,“ byl publikován v North American Review v březnu 1883. První reforma tajného hlasování schválená státním zákonodárným sborem byla provedena reformátory, kteří tvrdili, že byli ovlivněni Georgem. Prvním státem, který přijal tajné hlasování, nazývané také The Australian Ballot, bylo Massachusetts v roce 1888 pod vedením Richarda Henryho Dany III. Do roku 1891 jej přijala již více než polovina států.

### Tvorba peněz, bankovnictví a reforma státního schodku
George podporoval využívání nenákladného „bezdlužného“ nositele měny, jakým byly například americké greenbacks, které vláda pošle do oběhu a v důsledku omezení nákladů na ražebné, tím pomůže financování veřejných výdajů. Postavil se proti používání kovové měny, jako je zlato nebo stříbro, a nekrytých peněz vytvořených soukromými komerčními bankami.

### Dividenda pro občany a univerzální důchod
George prosazoval dividendu občana vyplacenou z daně z hodnoty pozemku v projevu nazvaném „Zločin chudoby“ v dubnu 1885 v Knights of Labor, místním spolku v Burlingtonu v Iowě, a později v rozhovoru s bývalým členem sněmovny reprezentantů Davidem Dudley Fieldem II ze sedmého okrsku v New Yorku publikovaném v červencovém vydání North American Review roku 1885. George navrhl vytvoření důchodového a invalidního systému a bezpodmínečného základního příjmu z přebytků pozemků. Ten by byl udělován rezidentům jako jejich právo, nikoliv milodar. Georgisté často označují tuto politiku jako dividendu občanů ve vztahu k podobnému návrhu Thomase Painea.

### Ochrana před bankrotem a zrušení věznic pro dlužníky
George tvrdil, že ačkoli většina dluhů nesla zdání skutečného kapitálového podílu, nebyla vydána za účelem vytvoření skutečného kapitálu, ale jako závazek proti tokům příjmů ze stávajících ekonomických privilegií. George proto usoudil, že stát by neměl poskytovat věřitelům pomoc ve formě šerifů, strážníků, soudů a věznic pro dlužníky za účelem vymáhání těchto nelegitimních závazků. George neposkytl žádná data na podporu tohoto názoru, ale v dnešních rozvinutých ekonomikách se velká část úvěrové nabídky vytváří spíše na nákup pohledávek z budoucího pronájmu pozemků, než na financování vytvoření skutečného kapitálu. Michael Hudson a Adair Turner odhadují, že přibližně 80 procent úvěrů financuje nákup nemovitostí, většinou pozemků.
George připustil, že tato politika by omezila bankovní systém, ale věřil, že to bude ve skutečnosti ekonomický přínos, protože finanční sektor ve své stávající podobě většinou zvyšoval výši renty, na rozdíl od produktivních investic. „Kletba úvěru,“ napsal, „je že se rozšiřuje, když existuje tendence ke spekulacím a prudce klesá, když je nejvíce nutné zajistit důvěru a předcházet průmyslovému odpadu.“ George dokonce uvedl, že jubileum dluhu by mohlo odstranit hromadění zatěžujících závazků, aniž by se snížilo celkové bohatství.

### Volební právo žen
George byl důležitým a hlasitým obhájcem politických práv žen. Podporoval rozšíření volebního práva na ženy, a dokonce navrhl naplnit jednu kongresovou komoru výhradně ženami: „Pokud musíme mít dvě kongresové komory, pak v každém případě naplňme jednu ženami a druhou muži.“

### Odkaz Henryho George
Názory Henryho George na politiku a ekonomiku měly v jeho době obrovský vliv. Jeho myšlenky vedly k ekonomické filozofii, nyní známé jako Georgismus. Nicméně, jeho vliv pomalu klesal v průběhu 20. století. Bylo by však obtížné přeceňovat Georgeův dopad na reformní hnutí na přelomu století a intelektuální kulturu. Georgem publikovaný Pokrok a chudoba byl první populární ekonomický text a jedna z nejrozšířenějších knih, jaké kdy byly napsány. Vysoká celosvětová popularita knihy je často označována jako počátek progresivní éry. Na Georgeových myšlenkách byly založeny různé politické strany, kluby a charitativní organizace po celém světě. Georgeovo poselství přitahuje podporu napříč celým politickým spektrem, včetně odborových aktivistů, socialistů, anarchistů, libertariánů, reformátorů, konzervativců a bohatých investorů. Výsledkem je, že Henry George je stále považován za primární intelektuální vliv klasických liberálů i socialistů. Edwin Markham vyjádřil společný sentiment, když řekl: „Henry George pro mě vždy byl jedním z nejvyšších hrdinů lidstva.“
Velké množství slavných osobností, zejména osobností progresivní éry, se inspiruje myšlenkami Henryho George. John Peter Altgeld napsal, že George „měl téměř tak velký vliv na ekonomické myšlení doby, jako Darwin na to vědecké." José Martí napsal: „Pouze Darwin v přírodních vědách získal zásluhy srovnatelné s těmi Georgovými v sociálních vědách.“  V roce 1892 Alfred Russel Wallace prohlásil, že Georgeův Pokrok a chudoba je „bezpochyby nejpozoruhodnější a nejdůležitější knihou současného století“, čímž ji implicitně povyšuje nad O původ druhů, který dříve pomáhal rozvíjet a propagovat.
Franklin D. Roosevelt ocenil George jako „jednoho velkých myslitelů naší země“ a naříkal nad tím, že Georgeovy spisy nebyly natolik známé a pochopené, jak by si zasloužily.
I o několik desítek let později William Jennings Bryan píše, že Georgeova genialita zasáhla globální čtenářskou veřejnost a že „byl jedním z nejvýznamnějších myslitelů světa“.
John Dewey napsal: „Vyjmenovat ty, kteří ho od Platona převyšují svými zásluhami by vyžadovalo méně než prsty obou rukou,“ a že „Žádný člověk, žádný absolvent vysoké školy nemá právo považovat se za člověka vzdělaného v sociálním myšlení, pokud nemá nějaké znalosti o teoretickém přínosu tohoto velkého amerického myslitele." Albert Jay Nock napsal, že kdokoli, kdo znovuobjeví Henryho George, zjistí, že „Georgeova mysl byla jednou z prvního půl tuctu největších myslí devatenáctého století na celém světě.“ Protiválečný aktivista John Haynes Holmes tento sentiment zopakoval komentováním, že George byl „jedním z půl tuctu velkých Američanů devatenáctého století a jedním z nejlepších sociálních reformátorů všech dob“. Edward McGlynn řekl: „George je jedním z největších géniů, jaké kdy svět viděl, a jeho srdečnost se plně rovná velkolepým darům jeho intelektu. ... Je to muž, který mohl dosáhnout výšin v jakékoliv oblasti, ať už v literární nebo vědecké činnosti. “ Podobně Lev Tolstoj napsal, že George byl „jedním z největších mužů 19. století“.
Sociolog a ekonom John A. Hobson v roce 1897 poznamenal, že „Henryho George lze považovat za osobu, která uplatnila přímější formativní a výchovný vliv na anglický radikalismus posledních patnácti let než kterýkoli jiný člověk,“ a že George „byl schopný vnést do myslí velkého počtu „praktických“ mužů abstraktní představu o ekonomické rentě a generovat z ní sociální hnutí. George měl všechny typické dary amerického řečníka a novináře s něčím víc, upřímností znějící z každé jeho promluvy. “ Mnoho dalších s Hobsonem souhlasí. George Bernard Shaw, který vytvořil socialistické organizace jako je Fabianova společnost, tvrdí, že Henry George byl zodpovědný za inspiraci 5 ze 6 socialistických reformátorů v Británii během 80. let 18. století. Kontroverzní návrh zákona o lidovém rozpočtu a hodnotách půdy (Skotsko) byl inspirován Henrym Georgem a vyústil v ústavní krizi a zákon parlamentu z roku 1911 o reformě Sněmovny lordů, která zablokovala pozemkovou reformu. V Dánsku byl v roce 1919 založen Danmarks Retsforbund, v anglickém prostředí známý jako Strana spravedlnosti nebo Strana jednotné daně. Platforma strany je založena na principech daně z pozemků Henryho Georga. Poprvé byla strana zvolena do parlamentu v roce 1926 a v poválečném období byla mírně úspěšná a podařilo se jí vstoupit do vládní koalice se sociálními demokraty a sociálně liberální stranou v letech 1957–60 s pozdějším klesajícím úspěchem.
I řada nepolitických prostředků se pokusila následovat Georgovy myšlenky. Byla založena řada „kolonií s jednotnou daní“, například Arden, Delaware a Fairhope v Alabamě. V roce 1904 vytvořila Lizzie Magie deskovou hru nazvanou The Landlord's Game, aby demonstrovala Georgeovy teorie. Toto se později změnilo v populární deskovou hru Monopoly.
Joseph Jay „JJ“ Pastoriza vedl úspěšné hnutí Georgistů v Houstonu. Místní klub Georgistů, Houstonská Liga jednotné daně, zde byl založen už v roce 1890, Pastoriza půjčil svůj majetek lize v roce 1903. V roce 1906 odešel z polygrafického průmyslu, aby zasvětil svůj život veřejné službě, poté cestoval Spojenými státy a Evropou při studiu různých systémů zdanění majetku. Vrátil se do Houstonu a v letech 1911 až 1917 zde působil jako daňový komisař. V roce 1912 představil svůj „Houstonský plán zdanění“: vylepšení pozemků a soupisy obchodníků byly zdaněny 25 procenty odhadované hodnoty, neupravená půda byla zdaněna 70 procenty hodnocení a osobní majetek byl osvobozen. V roce 1915 však dva soudy rozhodly, že jeho plán Houston porušil ústavu Texasu.
Před čtením knihy Pokrok a chudoba byla Helen Kellerová socialistkou, která věřila, že Georgismus je krok správným směrem. Později napsala, že „ve filozofii Henryho Georga našla vzácnou krásu, sílu inspirace a nádhernou víru v podstatnou ušlechtilost lidské přirozenosti“. Někteří spekulují, že vášeň, upřímnost a jasná vysvětlení, která jsou patrná v psaní Henryho George, představují téměř náboženskou vášeň, kterou mnozí věřící v Georgeovy teorie projevují, a že slíbená možnost vytvoření nebe na Zemi vyplnila v době sekularizace duchovní prázdnotu. Josiah Wedgwood, politik za liberální a později labouristickou stranu, napsal, že od začátku čtení Georgovy práce „Poznal, že tam byl člověk od Boha, jehož jméno bylo Henry George a od této chvíle už nepotřeboval žádnou jinou víru. “
Ačkoli oba obhajovali práva pracovníků, Henry George a Karl Marx byli protivníci. Marx viděl platformu jednotné daně jako krok zpět od přechodu ke komunismu. Henry George předpovídal, že pokud budou Marxovy myšlenky provedeny, pravděpodobným výsledkem bude diktatura. Lev Tolstoj litoval, že kolem George padlo ticho, protože vnímal Georgismus jako rozumný a realistický (na rozdíl od jiných utopických hnutí) a jako „příspěvek k osvícení vědomí lidstva, postavený na praktickém základě“, také tvrdil, že Georgismus může pomoci zbavit se Otroctví naší doby.
Popularita Henryho George během 20. století postupně upadala. Stále však existovaly organizace Georgistů. Mnoho vlivných lidí, kteří zůstávají slavnými, například George Bernard Shaw, se Georgem inspirovali nebo se identifikovali jako Georgisté. Ve své poslední knize Odkud jdeme: Chaos nebo komunita? se Martin Luther King Jr. odkazoval na Henryho George ve věci podpory minimální zaručené mzdy. Bill Moyers v projevech citoval Henryho George a označil ho za svého „velkého osobního hrdinu“. Albert Einstein napsal, že „Muži jako Henry George jsou bohužel vzácní. Nelze si představit krásnější kombinaci intelektuální vášně, umělecké formy a vroucí lásky ke spravedlnosti. Každý řádek je psán jako pro naši generaci. Šíření těchto děl je opravdu záslužné, protože naše generace se stále má od Henryho George, co učit.
Mason Gaffney, americký ekonom, Georgista a hlavní kritik neoklasické ekonomie , tvrdil, že neoklasickou ekonomii navrhli a podporovali vlastníci půdy a jejich najatí ekonomové, aby odvrátili pozornost od Georgeovy extrémně populární filozofie, že jelikož půdu a zdroje poskytuje příroda a jejich hodnota je dána společností, hodnota půdy - spíše než práce nebo kapitál - by měla poskytovat daňový základ pro financování vlády a jejích výdajů.
Britský poslanec Andrew MacLaren věřil, že Georgova myšlenka zdanění pozemků by přinesla ekonomickou spravedlnost a argumentoval v její prospěch v Dolní sněmovně. Spolu se svým synem Leonem MacLarenem založil School of Economic Science, kde se učí principy Georgismu.
Joseph Stiglitz napsal, že „Jednou z nejdůležitějších nedoceněných myšlenek v ekonomii je princip George o zdanění ekonomického hodnoty. Říká o něm, že „je ještě lepší, než si myslel sám Henry George“.
Nadace Roberta Schalkenbacha vydává kopie Georgeových prací a souvisejících textů o ekonomických reformách a sponzoruje akademický výzkum jeho politických myšlenek. Lincoln Institute of Land Policy byl založen na podporu myšlenky Henryho George, ale nyní se zaměřuje obecněji na pozemkovou ekonomii a politiku. Škola sociálních věd Henryho George v New Yorku a její satelitní školy vyučují a šíří dále jeho principy.

### Teorém Henryho George
V roce 1977, Joseph Stiglitz ukázal, že za určitých podmínek výdaje vlády na veřejné statky zvýší celkové nájemné pozemků alespoň o stejnou částku. Tento výsledek ekonomové nazvali teorémem Henryho George, neboť charakterizuje situaci, kdy „jednotná daň“ Henryho George je nejen efektivní, ale také jedinou daní nutnou k financování veřejných výdajů.

## Zásluhy v ekonomii
George sladil problémy efektivity a spravedlnosti a ukázal, že oba mohou být uspokojeny v rámci systému v souladu s přirozeným zákonem. Ukázal, že Ricardův zákon o nájmu se nevztahuje pouze na zemědělskou ekonomiku, ale mnohem výrazněji i na městskou ekonomiku. Také předložil, že neexistuje žádný inherentní konflikt mezi prací a kapitálem za předpokladu, že je zachován jasný rozdíl mezi klasickými výrobními faktory, kapitálem a půdou.
George rozvinul to, co považoval za zásadní rys své vlastní teorie ekonomie v kritice příkladu, který použil Frédéric Bastiat k vysvětlení podstaty úroku a zisku. Bastiat požádal své čtenáře, aby si představili Jamese a Williama, oba tesaře. James si postavil hoblík a půjčil ho na rok Williamovi. Byl by James spokojen s návratem stejně dobrého hoblíku o rok později? Určitě ne! Čekal by spolu s ním i odměnu jako úrok. Základní myšlenkou teorie zájmu je pochopit proč Bastiat uvedl, že James dal Williamovi během tohoto roku „moc zvýšit produktivitu jeho práce,“ a požaduje kompenzaci za tuto zvýšenou produktivitu.
George toto vysvětlení nepřijal. Napsal: „Mám sklon si myslet, že kdyby veškeré bohatství sestávalo z takových věcí, jako jsou hoblíky, a veškerá výroba byla taková jako těch tesařů – to znamená, kdyby bohatství sestávalo jen z přetváření jeho subjektu do rozličných forem – tento úrok by byl pouze loupeží průmyslu a nemohl by dlouho existovat. “ Ale určité bohatství je ze své podstaty plodné, jako například dvojice chovného skotu nebo sud s hroznovou šťávou, který brzy zkvasí na víno. Hoblík a další druhy inertní hmoty (a nejpoučenější položka ze všech – samotné peníze) vydělávají úroky nepřímo tím, že jsou součástí stejného „kruhu směny“ s plodnými formami bohatství, jako jsou ty, takže vázání těchto forem bohatství v průběhu času přináší náklady příležitosti.
Georgeova teorie měla svůj podíl na kritice. Například ekonom rakouské školy Eugen von Böhm-Bawerk vyjádřil negativní úsudek o Georgeově diskusi o tesařově hoblíku. Ve svém pojednání Kapitál a úroky napsal:
Rozdělení výroby do dvou skupin, z nichž v jedné přírodní síly tvoří kromě práce odlišný prvek, zatímco v druhé ne, je zcela neudržitelné ... Přírodní vědy nám již dávno daly vědět, že spolupráce přírody je univerzální. ... Pohyb muže při hoblování, by byl velmi málo užitečný, kdyby mu nepomáhaly přirozené síly a vlastnosti ocelového okraje hoblíku.

Science of political economy, 1898

Později George tvrdil, že role času ve výrobě je všudypřítomná. V The Science of Political Economy píše:
Jdu ke staviteli a řeknu mu: "Za jakou dobu a za jakou cenu mi postavíš takový a takový dům?" po přemýšlení by na základě toho pojmenoval čas a cenu. Tato specifikace času by byla zásadní. To bych brzy zjistil, kdybych ho, aniž bych se hádal o ceně, jednoduše požádal, aby zkrátil čas. Mohl bych lehce přimět stavitele, aby zkrátil čas; ale pouze výrazným zvýšením ceny, až nakonec bude dosaženo bodu, kdy by nesouhlasil s výstavbou domu za kratší dobu bez ohledu na to, za jakou cenu. Řekl by, že dům prostě nemohl být postaven rychleji. Důležitost tohoto principu tkví v tom, že veškerá produkce bohatství vyžaduje čas i práci, tu ale uvidíme až později. Proto klade důraz na to, že čas je nezbytným prvkem v celé výrobě, musíme ho vzít v úvahu již od samého začátku.
Podle Oscara B. Johannsena „Vzhledem k tomu, že samotný základ rakouského pojmu hodnoty je subjektivní, je zřejmé, že Georgeovo chápání hodnoty se vyrovnalo jejich. Avšak buď nepochopil, nebo neocenil význam mezního užitku.“  Naopak George výslovně použil mezní užitek ve svých analýzách „rozpětí produkce“ v makroekonomii a teorii mikroekonomického rozhodování.
Další rázná odpověď přišla od britského biologa T. H. Huxleyho v jeho článku „Kapitál – matka práce“, publikovaném v roce 1890 v časopise The Nineteenth Century. Huxley použil vědecké principy energie k podkopání Georgeovy teorie a tvrdil, že energeticky vzato je práce neproduktivní.